# Upplands runinskrifter 655
Upplands runinskrifter 655 är en runsten som nu står utanför Håtuna kyrka i Håtuna socken, Uppland.
Stenen har tidigare använts som tröskel innan den 1874 togs till vara och restes på nytt utanför kyrkogårdsmuren. Övre delen är avslagen varmed den kvarvarande inskriften är ofullständig. Materialet är ljus granit. Den från runor översatta inskriften följer nedan:

## Inskriften
Translitterering av runraden:
...·gaiʀ · le(t) · ke[ra] · merki · þisa · auk · sigfus · at · ... buruþur · sin ·
Normalisering till runsvenska:
...gæiʀʀ let gæra mærki þessa ok Sigfuss at ... broður sinn.
Översättning till nusvenska:
...ger lät göra dessa märken och Sigfus ... efter ... sin broder.
Namnet Sigfus är sällsynt (sihfu... på U Fv1992;156, sihus på U 232 och sikfus på Ög 219). Sigfus och -gæiʀʀ är de bröder som lät göra märken, som troligtvis avser minnesvården i helhet, inte bara runsten. Uttrycket "lät göra dessa märken" finns på U 655 och U 656, med "läto resa dessa märken" på U 657.